# Harnen
De Harnen is een rivier in de fictieve wereld Midden-aarde, bedacht door J.R.R. Tolkien. Midden-aarde speelt een belangrijke rol in onder andere In de Ban van de Ring.
De Harnen stroomt via de Schaduwbergen van Mordor door het dorre woestijnland tussen Gondor en Harad. Lange tijd vormde de Harnen de grensrivier tussen Gondor in het noorden en Harad in het zuiden.
Harondor (Sindarijns: Zuid-Gondor) behoorde aan Gondor toe.
Nadat de zuidelijke lenen van Gondor - Harondor, Umbar en Ithilien - door Sauron van Mordor waren veroverd, werd het gebied een betwist en verlaten land. De Haradrim gebruikten de weg over de Harnen vaak voor het vervoer van hun legers naar het noorden.
Bekend is dat de Gondoriaanse veste Gobel Ancalimon aan de Harnen gelegen was.
Adorn · Anduin (de Grote Rivier) · Angren (Isen) · Baranduin (Brandewijn) · Betoverde Rivier · Bruinen (Luidwater) · Carnen (Roodwater) · Celduin (Running) · Celebrant (Zilverlei) · Celos · Ciril · Deemril · Dieptestroom · Erui · Gilrain · Glanduin (Grensrivier) · Glanhir (Meringstroom) · Gwathló (Grauwel) · Harnen (Zuiderrivier) · Lefnui · Lhûn (Lune) · Limlicht · Mitheithel (Grijsvloed) · Morgulduin · Morthond · Nimrodel · Ninglor (Lis) · Onodló (Entwas) · Poros · Rhimdath · Ringló · Serni · Sirith · Sirannon (Poortstroom) · Sneeuwborn · Het Water · Wilgewinde · Woudrivier